# ヴァンサン・ドゥバティー
ヴァンサン・ドゥバティー（Vincent Debaty、1981年10月2日 - ）は、フランスの元ラグビーユニオン選手。

## プロフィール
- ベルギー・ヴォリュウェ＝サン＝ランベール出身。
- ポジションはプロップ(PR)。
- 身長 188cm、体重 128kg
- フランス代表通算キャップ数は37
- ラグビーワールドカップ2015のフランス代表に選ばれた[1]。

## 略歴
キツロ、ラ・ロシェル、USAペルピニャン、SUアジャン、ASMクレルモンを経て、2017年、オヨナに加入。 
2019年、現役を引退した。 